# Теракт в мечети Кундуза (2021)
Теракт в мечети Кундуза — террористический акт, произведённый террористом-смертником, «Вилаята Хорасан» (отделение «Исламского государства») в шиитской мечети Гозар-э-Сайед Абад афганского города Кундуз. Погибло до 150 человек, было ранено 143.

## События
Взрыв произошёл во время еженедельной пятничной молитвы в шиитской мечети Гозар-и-Сайед Абад.
Свидетели заявили, что во время эвакуации из мечети видели множество окровавленных тел.

## Ответственность
Официальные лица обвинили «Исламское государство», а конкретно её афганское подразделение «Вилаят Хорасан» в причастности к теракту.
Позже «Исламское государство» взяло ответственность за теракт.
Представители организации подтвердили в своём Telegram-канале, что террорист-смертник привел в действие взрывное устройство в переполненной мечети. По сообщениям организации, террорист был уйгуром, который взорвал как шиитов, так и талибов за озвученную ими готовность изгнать уйгуров, чтобы улучшить отношения с Китаем.

## Последствия
Газета Ettelaat сообщает о 150 погибших в теракте.
По первоначальной оценке Миссии Организации Объединённых Наций по содействию Афганистану, предположительно, погибло более 100 человек. Местная больница Кундуза сообщила о 35 погибших и более чем 50 раненых.
От организации «Врачи без границ» поступило сообщение о двадцати погибших.
По словам официального представителя Талибана, жертвами стали не менее 100 человек.
Число погибших, предоставленное агентству France Presse, составило 46 человек, 143 получили ранения.

## Реакция
Начальник службы безопасности Талибана в Кундузе заявил, что они обязуются обеспечить безопасность мусульман-шиитов и что подобное нападение «больше не повторится». По словам заместителя начальника полиции провинции Кундуз, также проводится расследование взрыва.